# 제니퍼 다우드나
제니퍼 앤 다우드나(Jennifer Anne Doudna, 1964년 2월 19일 ~ )는 캘리포니아 대학교 버클리 분자세포생물학부 및 화학부 교수이다. 1997년부터 하워드 휴즈 의학연구소(HHMI)에서 연구활동을 하였다. 게놈 편집 방법인 CRISPR-cas9 기술 개발을 하여 유명하다. 2017년 올버니 의료센터 상을 수상했다. 2020년 프랑스의 에마뉘엘 샤르팡티에와 공동으로 노벨 화학상을 수상했다.

## 학력
1985년 포모나 대학에서 화학사를, 하버드 대학에서 생화학 박사학위를 취득하였다. 콜로라도 볼더 대학에서 토마스 체흐와 그녀의 포스트 닥 과정을 했다.